# Joachim Rumohr
Joachim Rumohr (Amburgo, 6 agosto 1910 – Budapest, 11 febbraio 1945) è stato un generale tedesco delle Waffen-SS. Ha comandato la 8. SS-Kavallerie-Division "Florian Geyer".

## Biografia
Rumohr il 1º aprile 1944 fu nominato comandante della 8. SS-Kavallerie-Division "Florian Geyer". Nel novembre 1944 fu promosso al grado di Brigadeführer (maggior generale). Guidò la divisione durante la Battaglia di Budapest. Rumohr è stato decorato con la Croce di Cavaliere della Croce di Ferro con Fronde di Quercia. Proprio durante gli scontri a Budapest è stato ferito gravemente nel tentativo di fuggire dalla città e piuttosto che arrendersi alle forze sovietiche, ha preferito suicidarsi.